# 19631 Greensleeves
19631 Greensleeves este o planetă minoră (asteroid), cu un diametru de 4,448 km, din centura de asteroizi. A fost descoperită pe 13 septembrie 1999 la Observatorul Reedy Creek de John Broughton⁠(d) și a fost numită după Greensleeves⁠(d). 
Obiectul prezintă o orbită caracterizată de o semiaxă mare de 2,7708262 UAi, o excentricitate de 0,17, o înclinație de 9,749 ° în raport cu ecliptica.